# Shwe-Yan-Pyay-Kloster

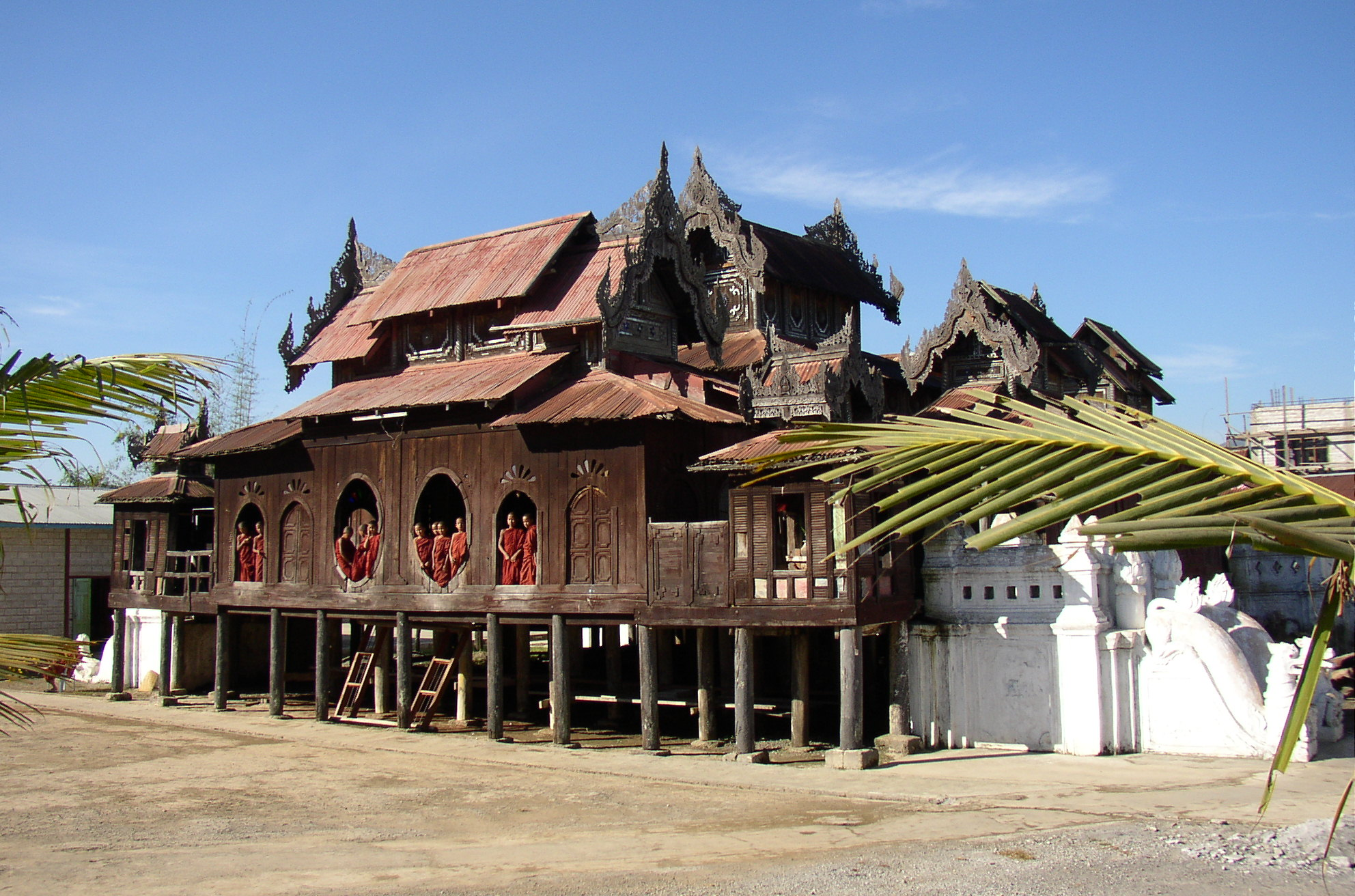
Shwe-Yan-Pyay-Kloster

Das Shwe-Yan-Pyay-Kloster ist eine buddhistische Klosteranlage bei Nyaung Shwe nördlich des Inle-Sees in Myanmar.

## Beschreibung
Das Kloster wurde Ende des 19. Jahrhunderts erbaut. Das Hauptgebäude besteht vollständig aus Teakholz und fällt durch seine ovalen Fenster auf. Es wird u. a. zum Schulunterricht für Novizen genutzt. Die Wände im daneben liegenden weiß gestrichenen Steingebäude waren ursprünglich bemalt und mit umfangreichen Glasmosaiken (z. T. mit Hinterglasmalerei) geschmückt, die jedoch nicht gut erhalten sind. Dort sitzt in etwa 1700 kleinen Nischen je ein kleiner Gipsbuddha.

## Galerie

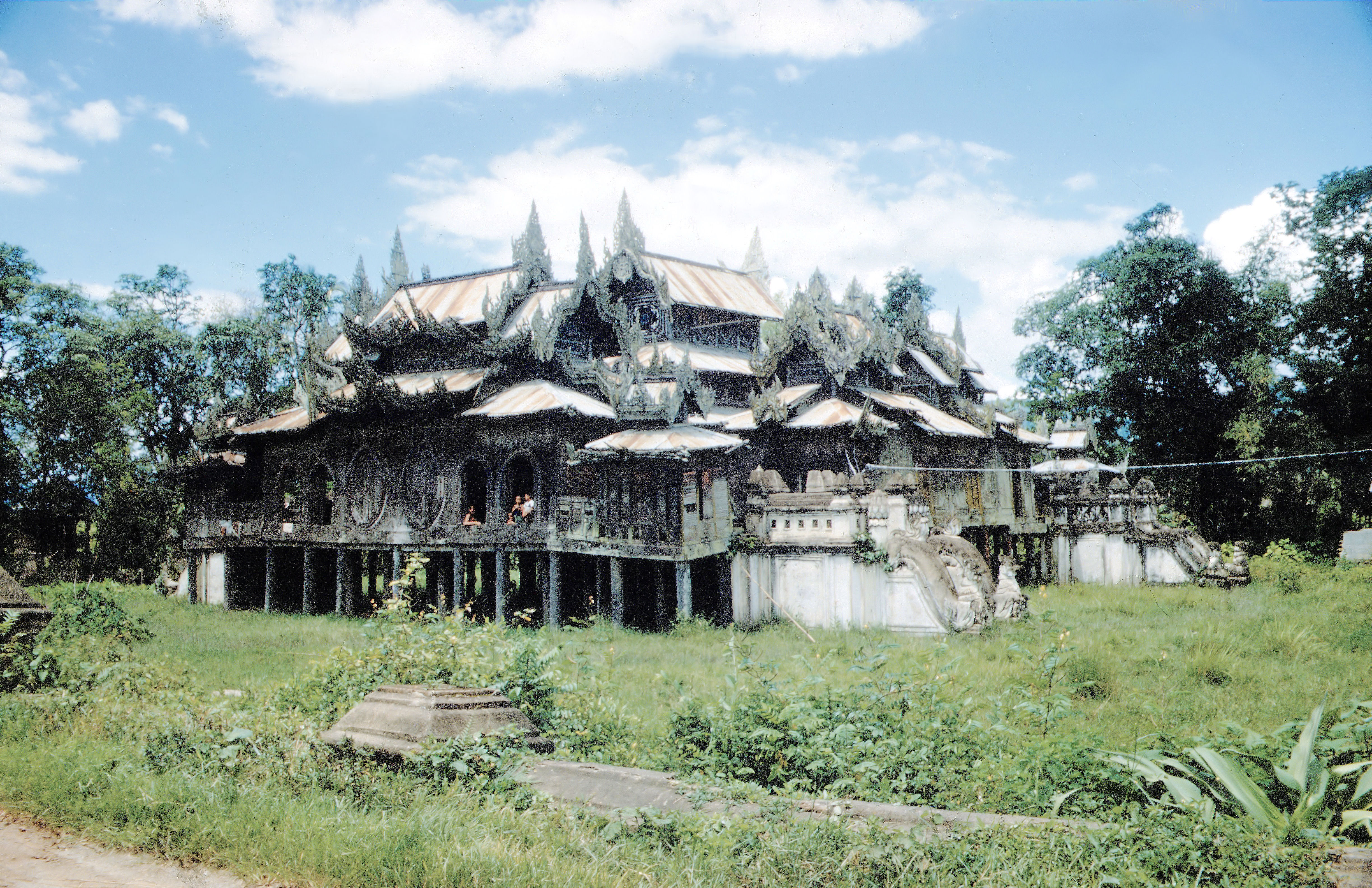
Oktober 1961
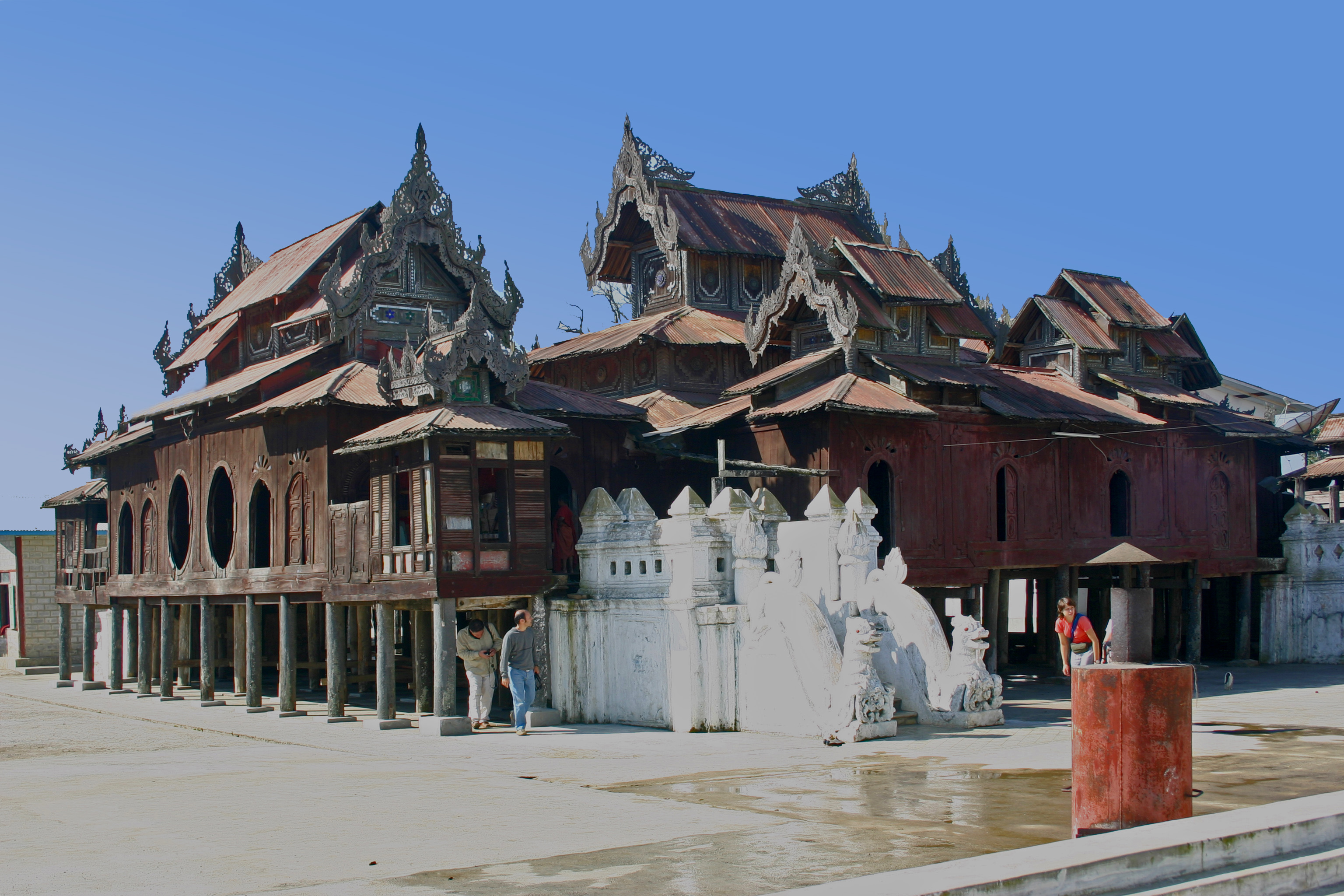
Februar 2006
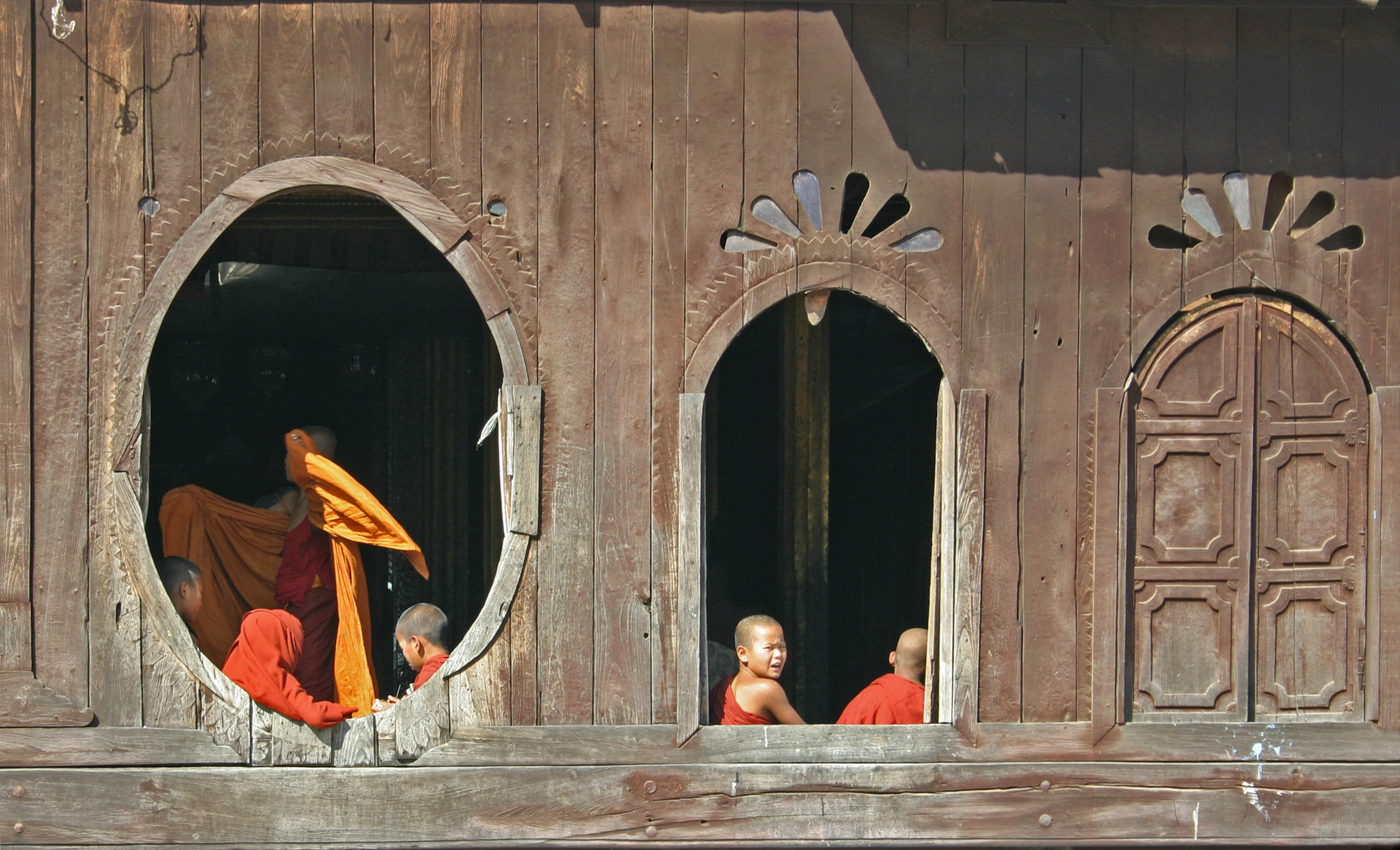
Ausblicke
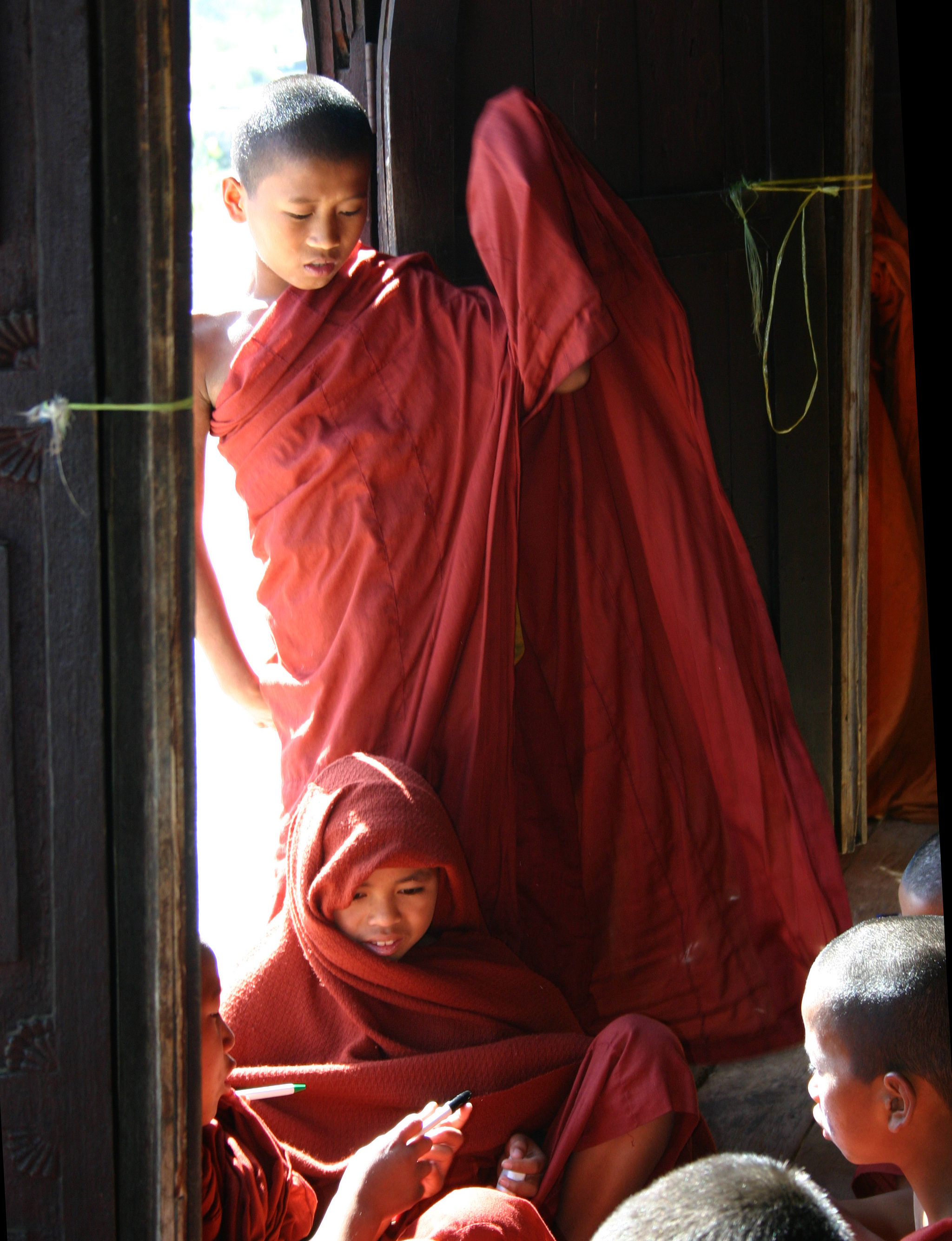
Einblicke
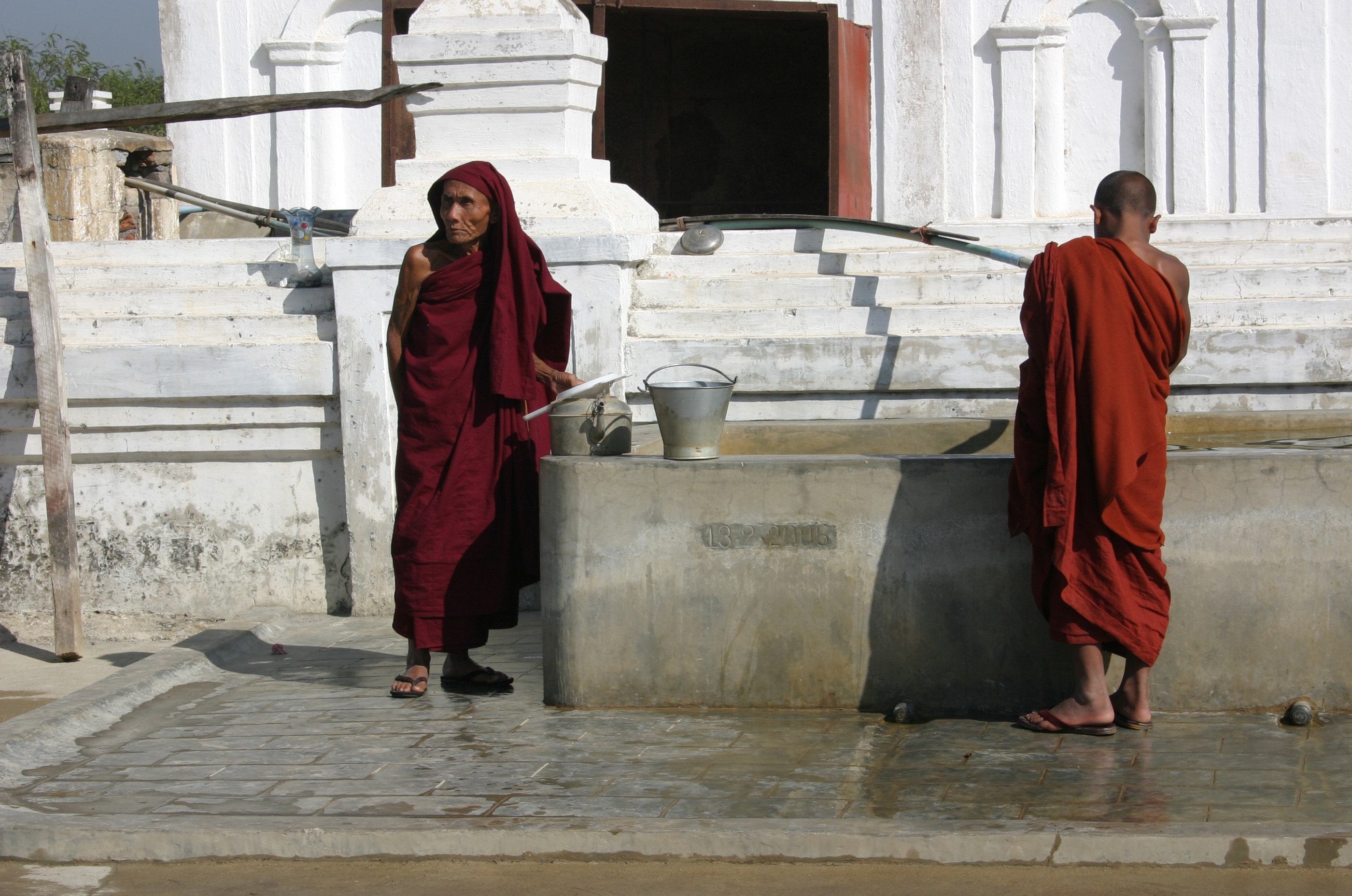
Am Brunnen
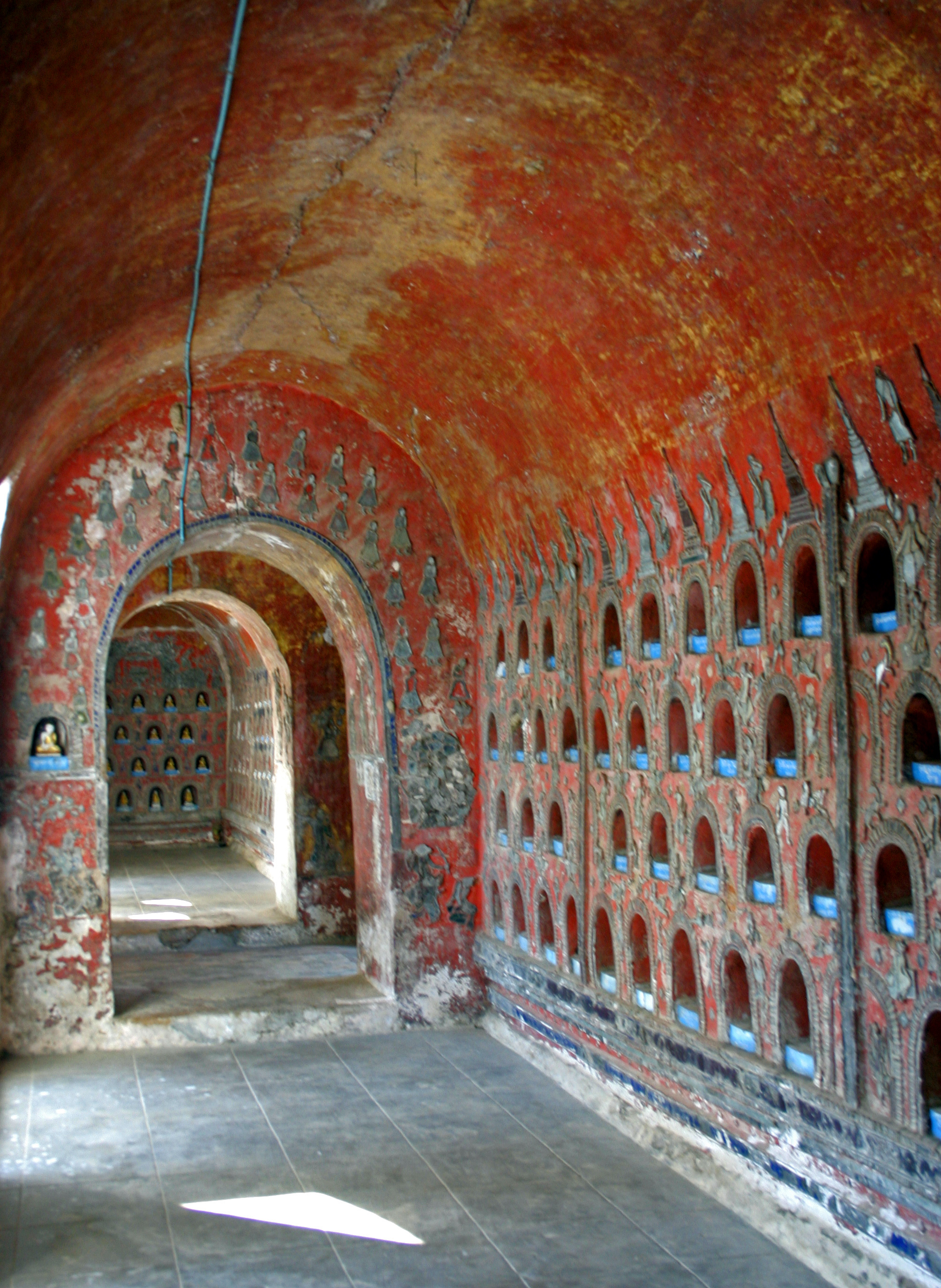
Bogengang
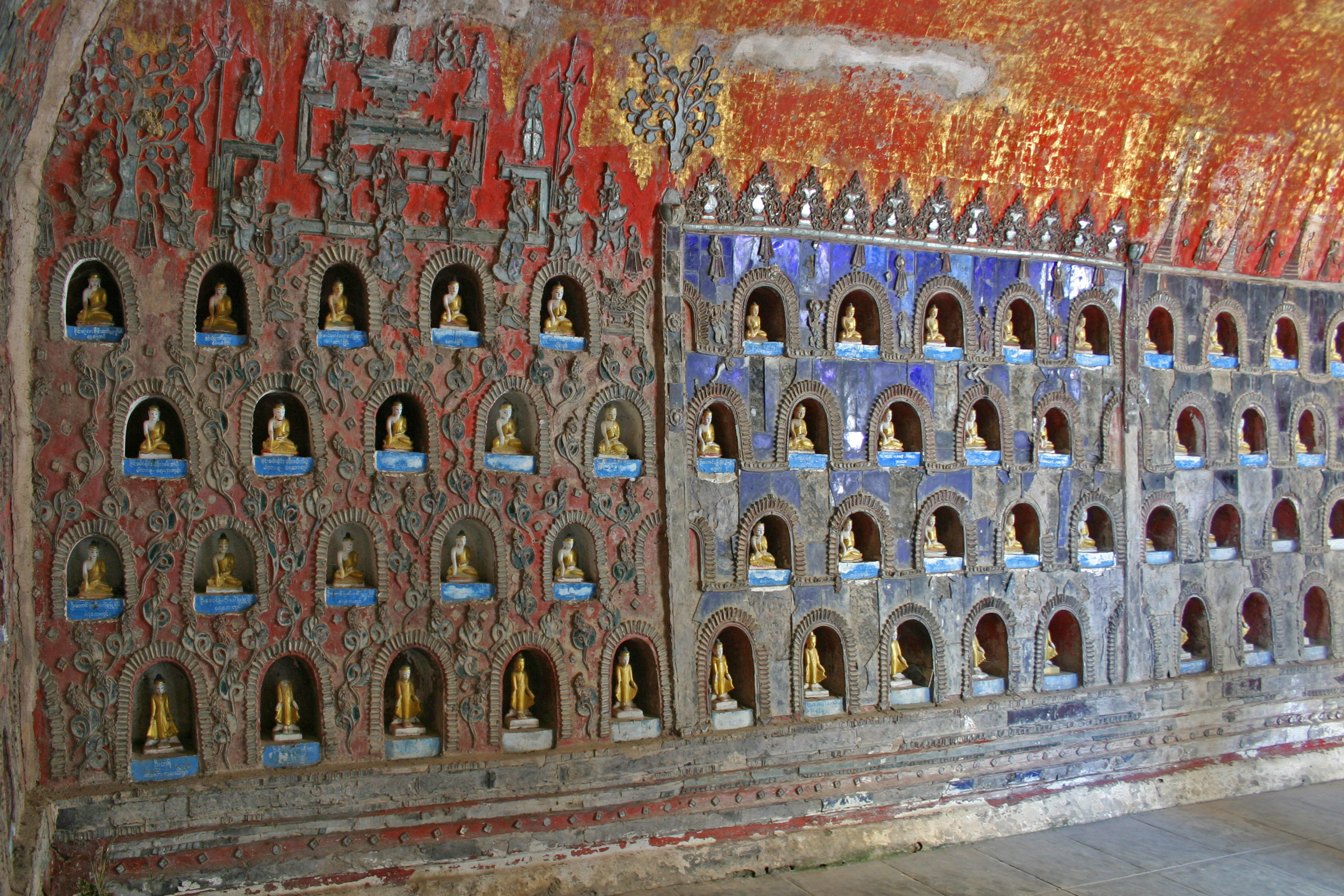
Miniatur-Buddhas
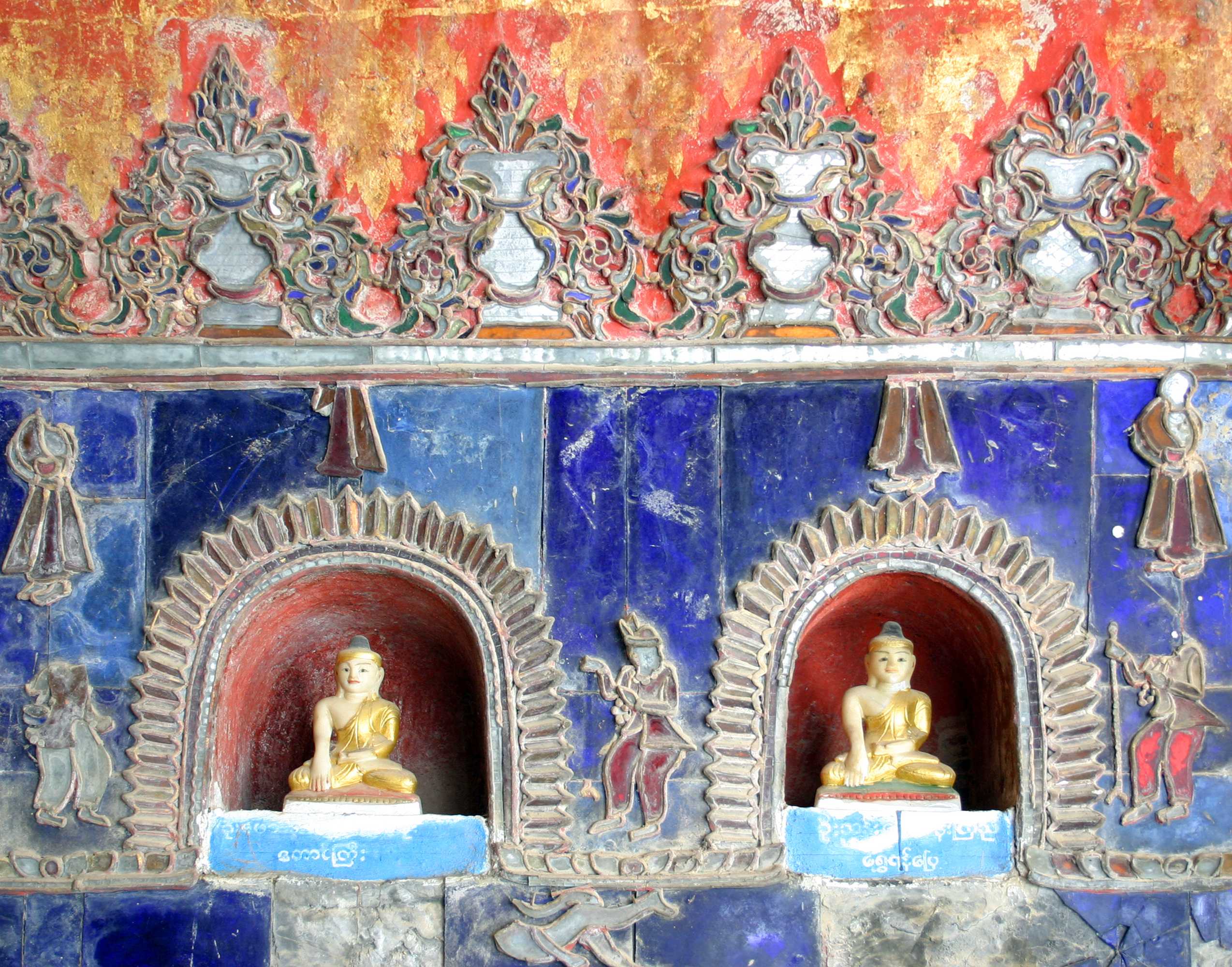
Glas-Mosaiken